# Eduardo Carmona
Eduardo Carmona y Vigones (1850, Jerez de la Frontera - 19??, posiblemente Montevideo) fue un actor de teatro, poeta y dramaturgo uruguayo de origen español.

## Biografía
Sus padres fueron el actor dramático Antonio Carmona y la actriz Belén Vigones, quien lo dio a luz estando de gira artística en el sur de España. Un problema ocular en poco después de nacer le provocó una ceguera en uno de sus ojos que lo acompañaría para toda su vida. Fallecido Antonio Carmona, Belén Vigones contrajo matrimonio con Fernández Guitard junto a quien emprendió viaje a América en 1858 para realizar giras de teatro. Es por esta época que Eduardo Carmona recibe su primer papel teatral, a la edad de ocho años, en el que interpretó el personaje de "Joaquinito Rodajas". Dos años más tarde, Vigones hizo que su hijo se trasladara a Montevideo, estimando que su estadía iba a prolongarse, por lo cual Eduardo arribó a Uruguay en 1860, cuando contaba con diez años de edad.
Desde entonces, Eduardo continuó con sus roles teatrales, primero como "Joaquinito Rodajas", interpretándolo esta vez en Montevideo, con el actor José Valero en el rol del "Maestro de Escuela". Cuando tenía doce años, desempeñó un rol en El último mono, interpretada en el Teatro Solís. En los años posteriores, Carmona pasó de desempeñar algunos roles secundarios, a convertirse en el primer actor cómico de la compañía Berenguer, que brindaba funciones en el teatro de La Alegría, en Buenos Aires. Eventualmente también se desempeñó como tenor y llegó a escribir varios textos poéticos y dramáticos, e integró la importante Compañía de Zarzuelas de Félix Amurro.
En 1910 se publicó en el periódico La Capital de Rosario, Argentina, un texto de Carmona en el cual explicaba las razones por las cuales el actor, para entonces sexagenario, ya no estaba en las nóminas teatrales.

Algunos compañeros celosos -no de mis méritos como artista, pues nunca he creído tenerlos, sino de lo mucho que el público me quería- me fueron cerrando poco a poco las puertas del trabajo, formándome una aureola de antipatías ante las empresas y los artistas que llegaban al país. Me llamaban el "llorón", haciendo creer que tenía bienes de fortuna y, por lo tanto, que era un ambicioso en seguir trabajando hasta que lograron que me negaran lo que no se le niega ni aun a los seres irracionales: el derecho a la subsistencia. Doce años me han dejado abandonado a mis solas fuerzas, y de ahí que he tenido la necesidad de ir de pueblo en pueblo, como el último de los saltimbanquis, dando "veladas" literarias, entreteniendo desde públicos intelectuales hasta a los que me tomaban por un "payaso". De este modo he mantenido, durante tantos años, mis sagradas obligaciones; así he defendido el pan de mis hijos, pero con el disgusto de no haberlos dedicado a mi profesión. Si eso, y el haber sido querido y apreciado como hombre y como artista, ha sido mi delito, ¡me enorgullezco de la guerra que se me ha hecho! Justo es que el público que me ha dado la mano para no caer al abismo donde se ha pretendido arrojarme, sepa por qué he desaparecido de los escenarios donde tanto me colmaron de aplausos y bondades.

## Obras
- La voz de un ángel (poesía. 1916)
- Canto a la paz (poesía. Peña Hnos. Montevideo, 1916)
- La guerra (poesía. Talleres Gráficos Vacondio. Montevideo, 1914)
- La palma del martirio (poesía. Tip. de la Escuela N. de Artes y oficios. Montevideo, 1911)
- La bandera oriental (Tip. de la Escuela N. de Artes y oficios. Montevideo, 1911)
- La catástrofe de Colombia (Tip. de la Escuela N. de Artes y oficios. Montevideo, 1909)
- Los muertos (poesía. Montevideo, 1907)
- Semblanzas de altas dignidades y de distinguidas personas del foro y del comercio (Montevideo, 1899)
- Cantares (Barreiro y Ramos. Montevideo, 1886)
- Receta para casarse (Tipografía de la Esperanza. Montevideo, 1879)